# Намбор
На́мбор — город в Юго-восточном Квинсленде. Город находится в субтропических внутренних районах Солнечного побережья в ноге Диапазона Блэкэлл и имеет население 10 221. Город был административным центром и капиталом графства Марочи и является теперь административным центром региона Солнечное Побережье. Большой регион Намбора включает окружающий пригород, такой как Бурнсайд, Койс Крик или Первилловен, например, и имеет предполагаемое население 15 550.

## История
В 1870 году была сначала улажена область, теперь известная как Намбор. Город тогда назвали Ручьём Петри. В 1890 году Дивизионный Совет Марочи был установлен. В 1891 году железнодорожное сообщение с Брисбеном было закончено, и Ручьё Петри был переименован в Намбор.

## Демография
Согласно переписи 2006 года 47,2 % населения были мужчинами, и 52,8 % были женщинами. Средний возраст равнялся 39, и 14,1 % родились за границей. К мигрантам относятся: Англичане, Новозеландцы, Немцы, Шотландцы, филиппинцы.

## Политика
В Намборе представлены следующие политики:
| Правительство   | Подразделение  | Участник         | Партия              |
| --------------- | -------------- | ---------------- | ------------------- |
| Федеральное     | Fairfax        | Клайв Палмер     | Palmer United Party |
| Государственное | Nicklin        | Питер Веллингтон | Independent         |
| Местное         | Sunshine Coast | Дженни Маккей    |                     |

## Экономика
Основная промышленность Намбора была сахаром с обширными полями тростников, окружающими город и Сахарный Завод Moreton в центре города. Сам завод начал работать в 1897 году, пока он не был закрыт в 2003 году. Долгосрочное будущее сахарной промышленности в области вызывает сомнение. Другие отрасли промышленности в области включают туризм и рост тропических фруктов.
Главные торговые районы в Намборе — Намбор Плаза на Энн-Стрит, у которой есть приблизительно 40 магазинов, Торговый центр Сентенари-Сквер на Керри-Стрит и Центральная Аллея Намбора на углах улицы Lowe, Short & Ann.

## Инфраструктура

### Транспорт
Намбор обслуживается несколькими Квинслендскими поездами. Регулярные рейсы отступают от железнодорожной станции Намбора и используют железнодорожную линию Намбор-Gympie North.
Автомобиль — популярный вид транспорта для жителей Намбора. Намбор с Брисбеном связывает Шоссе Брюса, которое является частью автострады M1.
Также Намбор обслуживает Аэропорт Солнечного Побережья, с прямыми рейсами из Сиднея и Мельбурна. На машине до аэропорта можно добраться примерно за 25 минут.

### Медицина
Больница Намбора расположена на Хоспитэл-Роуд и обеспечивает диагностической, хирургической, общей медицинской, экстренной и интенсивной терапией.

## Культура

### Искусство и развлечения

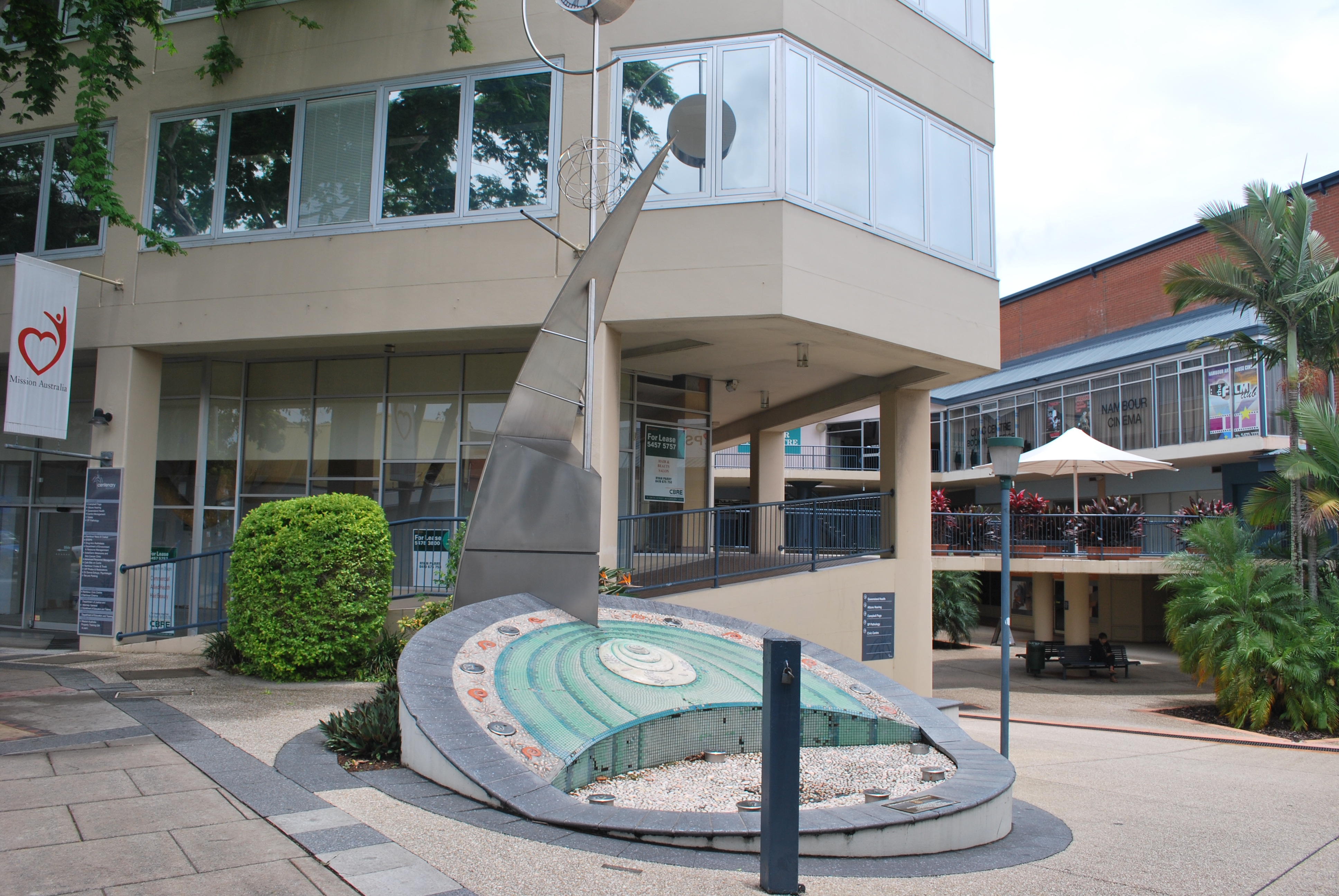
Скульптура

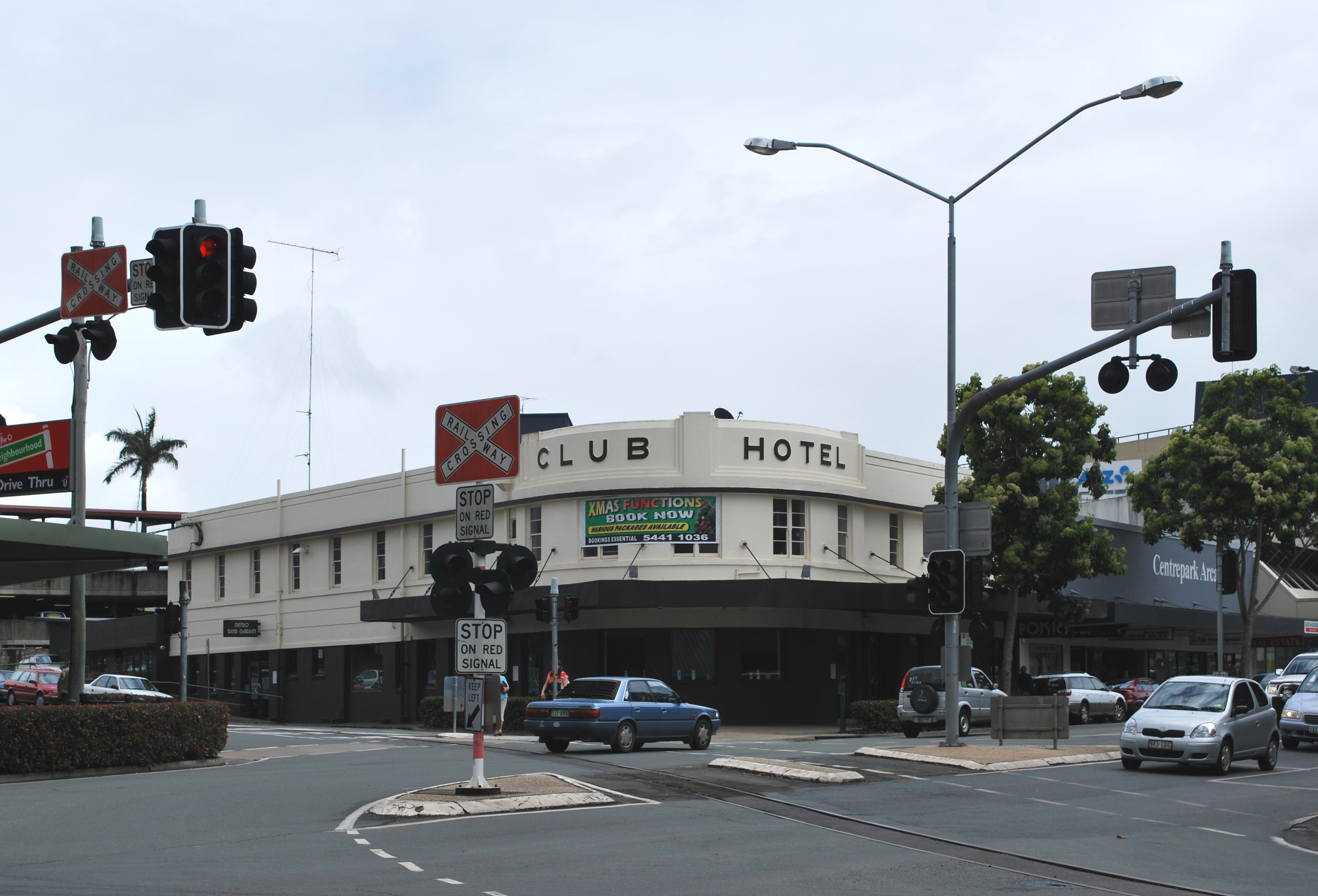
Железнодорожные линии в центре Намбора

Городской административный центр Намбора, расположенный на Гражданском Пути, является местом проведения развлечений, которые включают в себя кино, музыку, театральные представления, танцы и другое. Также в Намборе есть театр Линд-Лейн, расположенный на Митчелл-Стрит.
Общество Орхидеи Намбора было основано в 1955 году и встречает в 14:00 каждую четвёртую субботу месяца, кроме декабря, в зале Буффало на Прайс-Стрит.

### Медиа

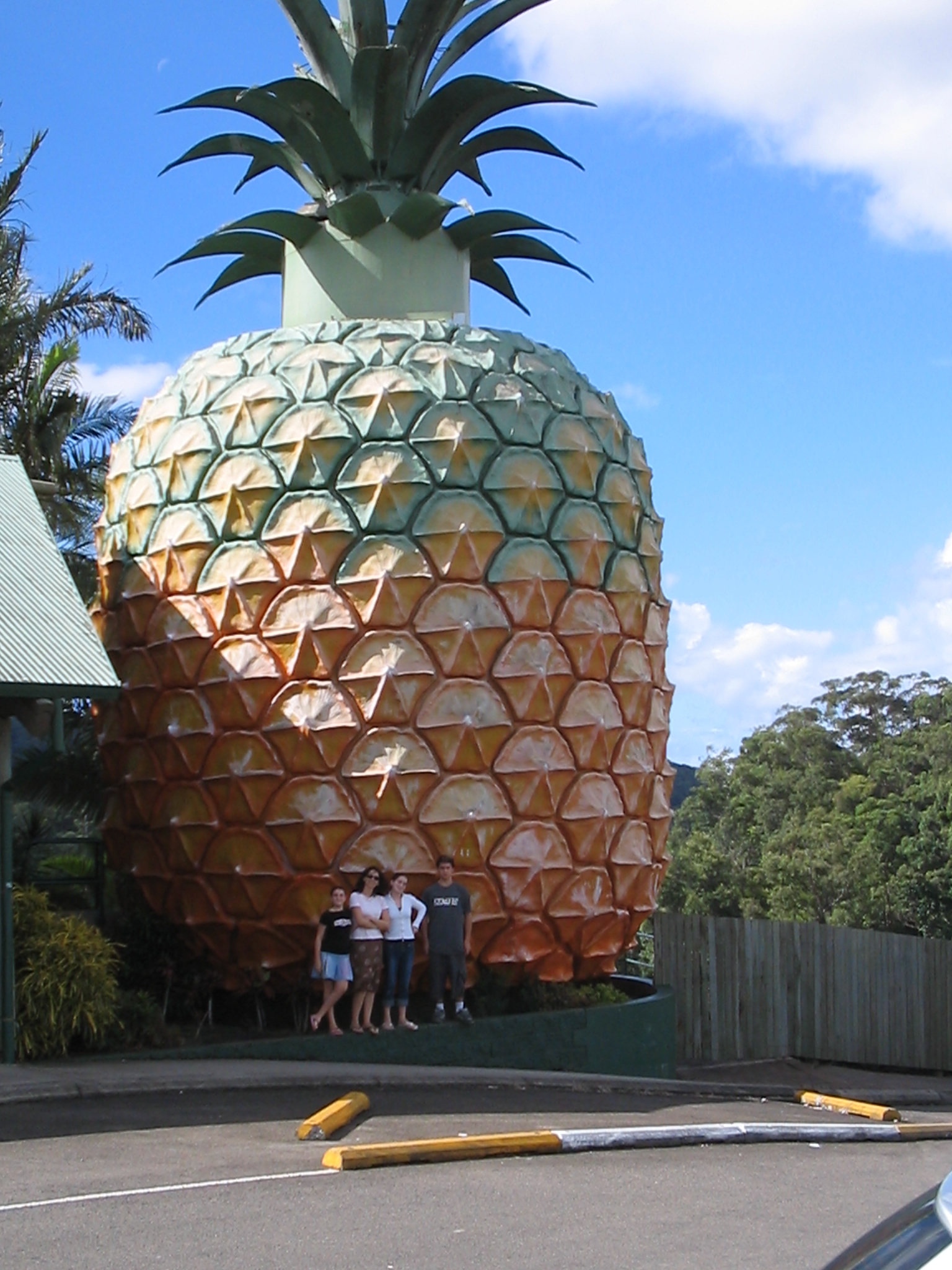
Большой Ананас

В Намборе есть следующие телевизионные каналы:
| Канал       | Определение | Организация                         | Собственность |
| ----------- | ----------- | ----------------------------------- | ------------- |
| ABC1        | HD          | Australian Broadcasting Corporation | Правительство |
| ABC2        | SD          | Australian Broadcasting Corporation | Правительство |
| ABC3        | SD          | Australian Broadcasting Commission  | Правительство |
| ABC News 24 | HD          | Australian Broadcasting Commission  | Правительство |
| SBS One     | SD          | Special Broadcasting Service        | Правительство |
| SBS Two     | SD          | Special Broadcasting Service        | Правительство |
| 7           | SD          | Seven Queensland                    | Частная       |
| 7Two        | SD          | Seven Network                       | Частная       |
| 7mate       | SD          | Seven Network                       | Частная       |
| 9           | SD          | WIN Television                      | Частная       |
| Nine HD     | HD          | Nine Network                        | Частная       |
| GO          | SD          | Nine Network                        | Частная       |
| GEM         | SD          | Nine Network                        | Частная       |
| 10          | SD          | Southern Cross Ten                  | Частная       |
| One HD      | HD          | Network Ten                         | Частная       |
| Eleven      | SD          | Network Ten                         | Частная       |

В Намборе есть следующие радиостанции:
| Канал | Имя            | Организация                             | Собственность |
| ----- | -------------- | --------------------------------------- | ------------- |
| 88.7  | ABA Classic FM | Australian Broadcasting Corporation     | Правительство |
| 89.5  | Triple J       | Australian Broadcasting Corporation     | Правительство |
| 90.3  | ABC Coast FM   | Australian Broadcasting Corporation     | Правительство |
| 91.1  | Hot FM         | Prime Television                        | Частная       |
| 91.9  | Sea FM         | Macquaries Southern Cross Media Network | Частная       |
| 92.7  | Mix FM         | Macquaries Southern Cross Media Network | Частная       |
| 96    | Zinc96         | Prime Television                        | Частная       |

Также в Намборе есть некоторые теле и радиоканалы Брисбена.

### Спорт
В Намборе есть футбольный клуб Намбор-Яндина. Это один из крупнейших футбольных клубов в регионе с более чем 350 игроками.
Также присутствуют в Намборе команда по нетболу, называемая Saints, и команда по крикету.
У Намбора есть два теннисных клуба. Первый клуб, называемый Намбор, расположен на Уошингтон-Стрит. Второй теннисный клуб, называемый Намбас, расположен на Коронэйшн-Авеню.

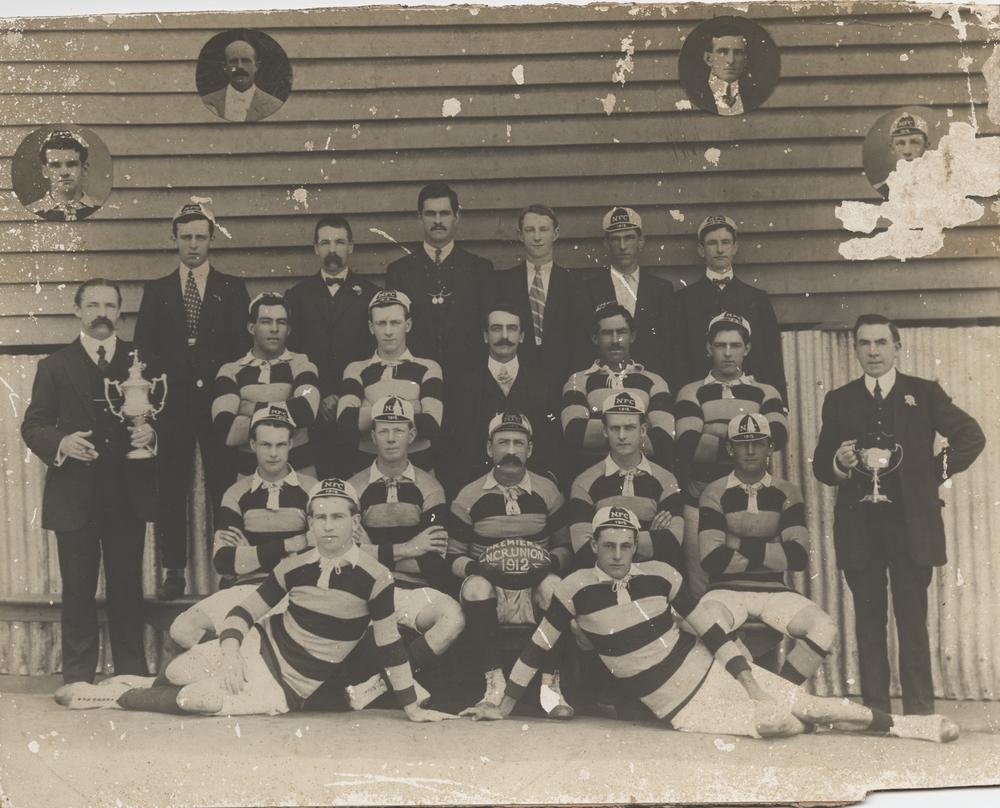
Премьер-министры союза регби Намбора.1912 год.

Гольф-клуб Намбора расположен на Намбор Коннекшн-Роуд.

## Люди
Среди известных людей, родившихся в Намборе, Национальный игрок Регби Билли Слейтер, игрок в крикет Эшли Ноффке, профессиональный сёрфингист Джоэл Паркинсон, бывший премьер-министр и бывший министр иностранных дел Кевин Радд и бывший заместитель премьер-министра Уэйн Сван.
Кевин Радд учился в средней школе Намбора, также как Уэйн Сван.

## Образование
Специальные школы:
- Специальная школа Намбора для детей 5 — 18 лет. Расположена на Виндзор-Драйв.

Начальные школы:

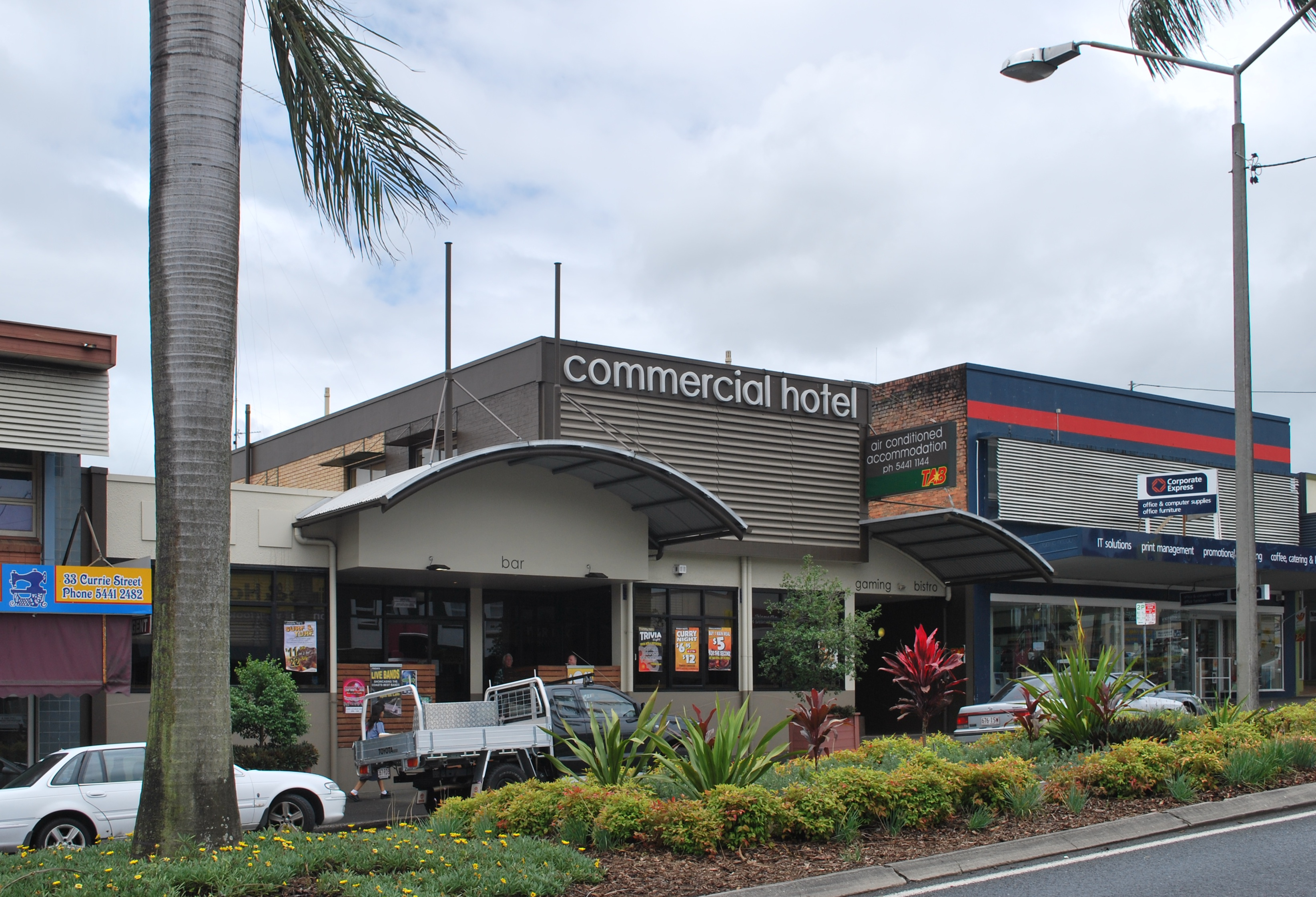
Коммерческий отель

- Начальная школа Намбора на Коронэйшн-Авеню.
- Начальная школа Бурнсайда на Блэкслэнд-Роуд.[1]
- Начальная школа Курилпы на Мэплетон-Роуд.
- Начальная школа Намбора имени Святого Джозефа на Курри-Стрит.

Средние школы:

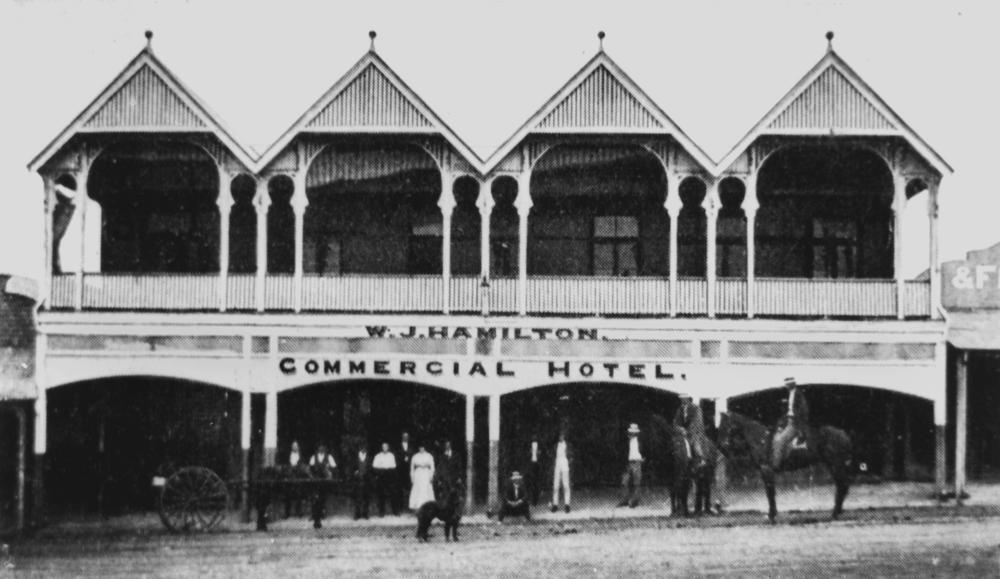
Коммерческий отель.1917 год.

- Средняя школа Намбора на Кэрол-Стрит.
- Средняя школа Бурнсайда на Блэкслэнд-Роуд.
- Средняя школа Курилпы на Мэплетон-Роуд.

Колледжи, институты и университеты:
- Колледж Намбора имени Святого Иоанна на Первиллауэн-Роуд.
- Колледж Вумбия имени Кристиана Намбора на Маккензи-Роуд.
- Колледж Вумбия имени Кристиана Санкоуста.
- Институт Солнечного Побережья TAFE.

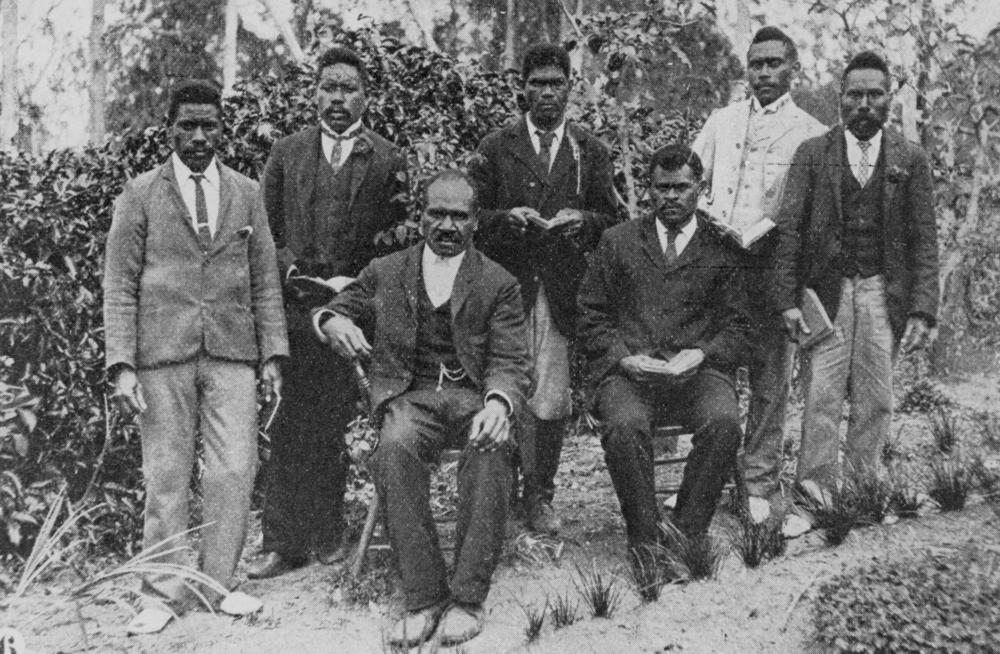
Моряки Намбора.1906 год.

- Университет Солнечного Побережья.

## Климат
| Показатель                    | Янв.  | Фев.  | Март  | Апр.  | Май   | Июнь | Июль | Авг. | Сен. | Окт.  | Нояб. | Дек.  | Год    |
| ----------------------------- | ----- | ----- | ----- | ----- | ----- | ---- | ---- | ---- | ---- | ----- | ----- | ----- | ------ |
| Средний суточный максимум, °C | 29,3  | 28,8  | 27,9  | 26,2  | 23,7  | 21,6 | 21,1 | 22,5 | 24,8 | 26,7  | 27,9  | 29,1  | 25,8   |
| Средний суточный минимум, °C  | 19,3  | 19,6  | 18,2  | 15,4  | 12,0  | 9,2  | 7,6  | 7,9  | 10,5 | 13,8  | 16,2  | 18,0  | 14,0   |
| Норма осадков, мм             | 229,5 | 259,1 | 227,9 | 143,7 | 135,4 | 87,9 | 82,6 | 59,8 | 49,2 | 104,0 | 137,9 | 174,4 | 1693,8 |
| Источник: Бюро метеорологии   |       |       |       |       |       |      |      |      |      |       |       |       |        |